# Palicourea subtomentosa
Palicourea subtomentosa là một loài thực vật có hoa trong họ Thiến thảo. Loài này được (Ruiz & Pav.) C.M.Taylor mô tả khoa học đầu tiên năm 1997.